# Tamás Erdélyi (Mathematiker)

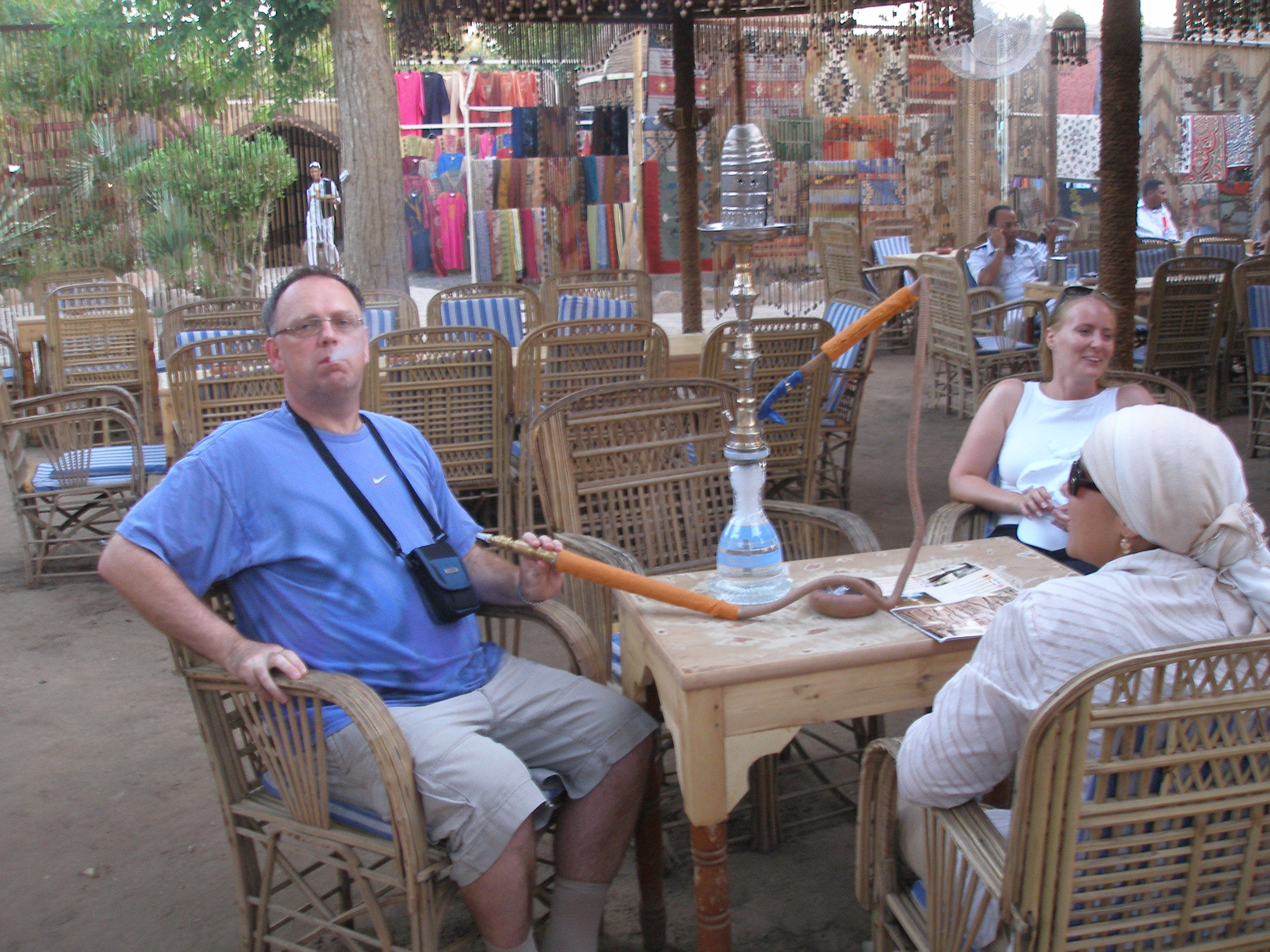
Tamás Erdelyi (2008)

Tamás Erdélyi (* 13. September 1961 in Budapest) ist ein ungarischer Mathematiker, der sich vor allem mit Polynomen und polynomialen Ungleichungen befasst.
Erdelyi studierte an der Eötvös-Loránd-Universität Budapest mit dem Diplom 1985, an der University of South Carolina und der Ohio State University und wurde 1989 an der University of South Carolina bei Paul Nevai promoviert (Inequalities for Generalized Polynomials). Als Post-Doktorand war er an der Ohio State University, der Dalhousie University, der Simon Fraser University und der Universität Kopenhagen. Ab 1995 war er an der Texas A&M University, wo er Professor für Mathematik ist.

## Schriften
- mit P. Nevai, J. Zhang, J. Geronimo: A simple proof of “Favard’s theorem” on the unit circle, Atti Sem. Mat. Fis. Univ. Modena, Band 39, 1991, S. 551–556
- Remez-Type Inequalities on the Size of Generalized Polynomials, Journal of the London Mathematical Society, Band 2, 1992, S. 255–264
- mit P. Nevai, A. P. Magnus: Generalized Jacobi weights, Christoffel functions, and Jacobi polynomials, SIAM Journal on Mathematical Analysis, Band 25, 1994, S. 602–614
- mit P. Borwein, J. Zhang: Müntz systems and orthogonal Müntz-Legendre polynomials, Transactions of the American Mathematical Society, Band 342, 1994, S. 523–542
- mit Peter Borwein: Polynomials and Polynomial Inequalities, Springer 1995
- mit P. Borwein: The integer Chebyshev problem, Mathematics of Computation, Band 65, 1996, S. 661–681
- mit Peter Borwein, G. Kós: Littlewood-Type Problems on [0, 1], Proc. London Math. Soc., Band 79, 1999, S. 22–46
- mit P. Borwein, Ron Ferguson, Richard Lockhart: On the zeros of cosine polynomials: solution to a problem of Littlewood, Annals of Mathematics, Band 167, 2008, S. 1109–1117